# Sankt Clemens Kirke (Amrum)
 For alternative betydninger, se Sankt Clemens Kirke. (Se også artikler, som begynder med Sankt Clemens Kirke)
Sankt Clemens Kirke (på amrumfrisisk St. Clemens sark) er en kirke beliggende i landsbyen Nebel på den nordfrisiske ø Amrum i Sydslesvig i den nordtyske delstat Slesvig-Holsten. Kirken er sognekirke for Sankt Clemens Sogn på Amrum.
Kirken er opført i 1236 midtvejs mellem landsbyerne Nordtorp og Sydtorp som filialkirke til kirken i Niblum på nabo-øen Før. Kirken blev bygget som tårløs enskibet kirke i romansk stil af munke- og kampesten, indviet til de søfarende skytshelgen Sankt Clemens. Taget var dækket med strå. Kirken er siden blevet forlænget mod vest og blev i 1906/08 udbygget med et vesttårn. Før rådede den over et klokkestabel. I kirkens indre kan ses et trefløjet altertavle i renæssance-stilen fra 1636 med Gud Fader øverst oppe og derunder i midten en fremstilling af den sidste nadver. Prædikestolen er frs 1623. Den romanske døbefont er ligesom den sengotiske krucifiks fra 1400-tallet. Den skrives tilbage til tiden, hvor kirken blev opført. Ved korets nordvæg findes et sakramentsskab fra sengotisk tid for at opbevare hostier, skabet viser i sit sindre den lidende Kristus som smertensmand. De tre lysekroner er gaver fra grønlandsfarerne. I 1886 kom et Marcussen-orgel til. Et nyt orgel kom 1981 til. Ved sydvæggen er der store rundbuevinduer.
På kirkegården er der en række talende gravsten fra 1600 til 1800-tallet, som beskriver afdøde søfarers og hvalfangers livsforløb.

## Galleri
- Kirkens indre
- Sakramentsskab med den lidede Jesus (smertensmand)
- Talende gravsten på kirkegården
- Carl Ludwig Jessens maleri fra omkring 1859 viser kirken uden tårn